# Lara Croft and the Temple of Osiris
Lara Croft and the Temple of Osiris é um jogo de ação-aventura produzido pela Crystal Dynamics e publicado em Dezembro de 2014 pela Square Enix para Microsoft Windows, PlayStation 4 e Xbox One.  É a sequela de Lara Croft and the Guardian of Light (2010), e o segundo título da subsérie Lara Croft dentro da franquia Tomb Raider. O jogo foi lançando para o Google Stadia no dia 15 de julho de 2020. Em 29 de Junho de 2023, o jogo foi lançado para o Nintendo Switch como parte da coleção de jogos intitulada "The Lara Croft Collection", feito pela Feral Interactive. 

## Historia
Em Lara Croft and the Temple of Osiris, Lara e o seu rival caçador de tesouros Carter Bell, estão a explorar uma tumba no Egito quando por acidente acordam os Deuses antigos. Dois deles, Ísis e Hórus, juntam-se a Bell e Croft numa tentativa de parar Seti e os seus súbditos de destruírem o mundo.
O Templo era uma prisão para Hórus e Isis, os últimos dos deuses não vinculados a Seti. Vendo o Cajado, Carter removeu-o do mecanismo, desarmando a armadilha que mantinha Hórus e Isis aprisionados. Enquanto Lara e Carter vão em busca de aprisionar Seti, Seti vai em busca de recuperar seus poderes para conseguir escravizar o mundo e reivindicar seu trono no mundo dos vivos, com um exército atrás dele. Set sabe que a profecia chegou, com a intenção de refazer o mundo a sua imagem, um pesadelo de tempestades e morte. 

## Gameplay
Assim como o seu antecessor, Lara Croft and the Guardian of Light, Lara Croft and the Temple of Osiris é um jogo de ação não linear "inspirado em arcade" com uma câmera isométrica fixa, semelhante aos jogos presentes no Game Boy Advance, diferente do seu antecessor, é possível jogar com 4 personagens ( Lara, Carter, Isis e Hórus) que ajudaram a recuperar os fragmentos da estatua de Osíris e que conseguiram parar o Seti. 
O jogador terá a disposição de joias e armas para conseguir explorar as 4 áreas dentro do jogo (agua, fogo vento e gelo), onde cada área existem inimigos que exploram as peculiaridades da área para aumentar a dificuldade do jogo. 
O jogo usa o modo arcade para a exploração do mundo (seja online ou offline) e após completar cada área, um bônus é desbloqueado e acessórios mais raros poderão ser desbloqueados para serem usados ao longo da gameplay, além de poder revisitar essas áreas para conseguir os itens mais raros e para completar o modo 100%. 

## Desenvolvimento
A Crystal Dynamics começou a ser desenvolvida no Temple of Osiris em 2013, após o lançamento de Tomb Raider. Nixxes Software forneceu suporte de desenvolvimento no jogo; eles haviam colaborado com a Crystal Dynamics em jogos anteriores de Tomb Raider.  Em uma entrevista de 2022 com a Digital Foundry, o compositor Wilbert Roget II afirmou que a Crystal Dynamics havia originalmente planejado que a marca Lara Croft se tornasse sua própria franquia derivada da IP de Tomb Raider. O estúdio completou o desenvolvimento em novembro de 2014. Naquele mês, a Valve e a Crystal Dynamics organizaram um concurso para que as pessoas produzissem e enviassem conteúdo promocional temático de Tomb Raider para o jogo Team Fortress 2. Os itens vencedores foram revelados em 3 de dezembro e foram implementados no Team Fortress 2 como recompensas para as pessoas que pré-compraram o Temple of Osíris. Os vencedores do concurso receberam uma seleção de títulos do catálogo da Square Enix no Steam. 

## Lançamento
O jogo foi lançado em 9 de dezembro de 2014. O estúdio lançou a trilha sonora original do jogo como um download gratuito. Uma edição limitada estava disponível para compra, o conteúdo abrangia uma estatueta da Lara, livro de arte, um mapa do mundo do jogo e um Season Pass para conteúdo para download (DLC). O jogo foi lançado como parte dos jogos gratuitos do PlayStation Plus em agosto de 2015.  O jogo foi lançado como parte dos jogos gratuitos do Microsoft Games with Gold em maio de 2017. Em março de 2020, a Square Enix colocou Temple of Osiris e o reboot de Tomb Raider resgatáveis gratuitamente na Steam por um tempo limitado durante a pandemia de COVID-19 como parte de sua campanha "Fique em casa e jogue", a fim de incentivar o distanciamento social. 
No quesito de DLC, foi lançado 5 pacotes apos o lançamento, 3 delas foram itens e skins para o jogo, usando como base, jogos como Tomb Raider: Legends, e das franquias Deus Ex e Hitman,  o 4 pacote conteve vários itens no jogo, uma tumba com novos quebra-cabeças e inimigos, e uma skin de personagem Lara Croft baseada no videogame Tomb Raider de 2013, sendo intitulada Icy Death, o ultimo pacote, chamado Twisted Gears foi lançado com uma tumba, novos itens no jogo e uma skin de personagem Lara Croft baseada no jogo Tomb Raider original. 

## The Lara Croft Collection
Em dia 29 de Junho de 2023, foi lançado para o Nintendo Switch uma coleção de jogos intitulada "The Lara Croft Collection" contendo Lara Croft and the Guardian of Light e Lara Croft and the Temple of Osiris sendo feito pela Feral Interactive e lançado na Nintendo e'Shop. Esse foi o debut da franquia Lara Croft no console hibrido da Nintendo. 
A maior diferença entre as outras plataformas estão no fato das DLC estarem presentes dentro da coletânea, porem diferente dos outros jogo, só ele esta disponível em português do Brasil, apesar de não conter nenhum polimento gráfico (o que permite ver algumas áreas que rodam em baixa resolução, sendo mais perceptível no modo portátil)

## Recepção
O jogo teve uma recepção variada por parte dos críticos. O site de análises agregadas Metacritic deu à versão Microsoft Windows a pontuação de 73/100 (com vendas totais superiores a 160 mil unidades), à versão PlayStation 4 74/100 (com vendas totais sendo 90 mil unidades) e à versão Xbox One 72/100.(sem dados de vendas)
Ja The Lara Croft Collection recebeu nota 79/100 na Metacritic porem suas vendas não foram divulgadas ate o presente momento.